# Amazoni hangyászgébics
Az amazoni hangyászgébics (Cymbilaimus lineatus) a madarak osztályának verébalakúak (Passeriformes) rendjébe és a hangyászmadárfélék (Thamnophilidae) családjába tartozó faj.

## Rendszerezése
A fajt William Elford Leach angol zoológus írta le 1814-ben, a Lanius nembe Lanius lineatus néven.

## Alfajai
- Cymbilaimus lineatus lineatus - Leach, 1814
- Cymbilaimus lineatus fasciatus - Ridgway, 1884
- Cymbilaimus lineatus intermedius - Hartert & Goodson, 1917[2]

## Előfordulása
Bolívia, Brazília, Kolumbia, Costa Rica, Ecuador, Francia Guyana, Guyana, Honduras, Nicaragua, Panama, Peru, Venezuela és Suriname területén honos. A természetes élőhelye szubtrópusi és trópusi síkvidéki és hegyi esőerdő és cserjések.

## Megjelenése
Testhossza 18 centiméter, testtömege 35–40 gramm. Tollazata szürke és fehér csíkos.
|  |

## Életmódja
Területét védi, a sűrű lombozatot szereti. Ízeltlábúakkal táplálkozik.

## Szaporodása
Párját egyszer választja ki és az egész életre szól. Fészekalja 3 tojásból áll. A keltetés és a fiókák gondozása mindkét szülőre hárul.